# Formicoxenus provancheri
Formicoxenus provancheri је инсект из реда Hymenoptera.

## Угроженост
Ова врста се сматра рањивом у погледу угрожености врсте од изумирања.

## Распрострањење
Врста је присутна у Канади и Сједињеним Америчким Државама.